# Highland games
Els highland games (literalment jocs de les Terres altes d'Escòcia) són festivals anuals realitzats a Escòcia i altres països amb cultura cèltica. En dits festivals s'inclouen esdeveniments de força, música i ball. L'origen es remunta al rei Malcolm III d'Escòcia qui va ser el primer a convocar gent d'un poblat escocès per tal d'escollir-ne el corredor més ràpid de la zona i fer-ne així el missatger reial. Hi ha documents que referencien ja cap a l'any 1703 uns jocs semblants als actuals.